# Michał Wężyk
Michał Wężyk z Widawy herbu Wąż – podczaszy inowłodzki w latach 1772–1791, podstoli inowłodzki w latach 1760–1772.
W 1764 roku był elektorem Stanisława Augusta Poniatowskiego z województwa łęczyckiego i posłem łęczyckim na sejm elekcyjny.